# Mary Blanchard
Mary Ellen Blanchard (1974) es una deportista estadounidense que compitió en natación. Ganó dos medallas en el Campeonato Pan-Pacífico de Natación de 1989, oro en 200 m braza y bronce en 100 m braza.

## Palmarés internacional
| Campeonato Pan-Pacífico | Campeonato Pan-Pacífico | Campeonato Pan-Pacífico | Campeonato Pan-Pacífico |
| Año                     | Lugar                   | Medalla                 | Prueba                  |
| ----------------------- | ----------------------- | ----------------------- | ----------------------- |
| 1989                    | Tokio (Japón)           | Medalla de oro          | 200 m braza             |
| 1989                    | Tokio (Japón)           | Medalla de bronce       | 100 m braza             |